# 贺贤土
贺贤土（1937年9月28日—），男，浙江镇海人，中国理论物理学家，国家“863计划”首席科学家之一，中国科学院院士。他为中国核武器研究中作出了突出贡献。现任北京应用物理与计算数学研究所首席科学家，高温高密度等离子体物理国家重点实验室学术委员会主任。

## 生平
1957年毕业于宁波中学，1962年毕业于浙江大学物理系。曾兼任浙江大学理学院院长。

## 学术贡献
在国际上率先获得电磁波产生自生磁场的正确表达式。首次于Vlasov-Maxwell方程组导得立方、五次方非线性薛定谔方程及其孤立波解，获得了粒子在孤立波中的加速机制、等离子体相干结构小尺度湍流等成果。在国内率先进行了近可积哈密顿系统Pattern动力学和时空混沌的研究。

## 榮譽
編號079286號小行星 Hexiantu 以他的名字命名，以表揚他對物理學作出的貢獻。
2019年獲得爱德华·泰勒奖。